# Waterpolo als Jocs Olímpics d'Estiu de 2024
Les competicions de waterpolo als Jocs Olímpics d'estiu de 2024 a Paris es van celebrar del 27 de juliol a l'11 d'agost. Els partits de waterpolo preliminars van tenir lloc al Centre aquàtic de París, i els darrers play-offs es disputaren al Paris La Défense Arena. Seguint el sistema de classificació a l'edició anterior, vint-i-dos equips (dotze masculins i deu femenins) van competir entre ells en els seus respectius tornejos.

## Qualificacions
El Comitè Olímpic Internacional i el World Aquatics (AQUA) han ratificat i publicat els criteris de classificació per a París 2024. La nació amfitriona, França, es reserva una plaça de quota directa cadascuna al torneig masculí i femení, amb la resta de la quota total atribuïda als Comitès Olímpics Nacionals escollits a través d'una via de qualificació tripartita.
Els Campionats del Món de Natació 2023 a Fukuoka, Japó, assignaran els campions i subcampions del torneig de waterpolo masculí i femení, que es classifiquen per a París 2024. Es concediran cinc llocs de quota més als Comitès Nacionals elegibles entre els millors classificats a cada torneig continental (Àfrica, Amèrica, Àsia, Europa i Oceania) aprovades per la Federació Internacional de Natació. Si alguna de les reunions continentals no es produeix dins del període de classificació, el lloc vacant tindrà dret a ser escollit el Comitè Nacional elegible més alt d'un continent respectiu a la següent edició dels Campionats Mundials.
Per completar la llista de waterpolo per als Jocs, el conjunt final de places s'assignarà als quatre Comitès Nacionals elegibles millor classificats per a homes, i dos per a dones als Campionats del Món de Natació de 2024 a Doha, Qatar.

### Qualificació masculina
| Competició                  | Data                                 | Seu                             | Places | Equips classificats                    |
| --------------------------- | ------------------------------------ | ------------------------------- | ------ | -------------------------------------- |
| País amfitrió               | –                                    | –                               | 1      | França                                 |
| Campionat Mundial           | 17 – 29 de juliol de 2023            | Fukuoka · ( Japó)               | 2      | Grècia · Hongria                       |
| Jocs Asiátics               | 2 – 7 d'octubre de 2023              | Hangzhou · ( R.P. de la Xina)   | 1      | Japó                                   |
| Jocs Panamericans           | 30 d'octubre – 4 de novembre de 2023 | Santiago · ( Xile)              | 1      | Estats Units                           |
| Campionat Europeu           | 4 - 16 de gener de 2024              | Dubrovnik - Zagreb · ( Croàcia) | 1      | Espanya                                |
| Campionat Mundial           | 5 – 17 de febrer de 2024             | Doha · ( Qatar)                 | 4      | Croàcia · Itàlia · Montenegro · Sèrbia |
| Campionat Mundial – Àfrica  | 5 – 17 de febrer de 2024             | Doha · ( Qatar)                 | 1      | Sud-àfrica                             |
| Campionat Mundial – Oceanía | 5 – 17 de febrer de 2024             | Doha · ( Qatar)                 | 1      | Austràlia                              |
| TOTAL                       |                                      |                                 | 12     | 12                                     |

### Qualificació femenina
| Competició                 | Data                                  | Seu                           | Places | Equips classificats     |
| -------------------------- | ------------------------------------- | ----------------------------- | ------ | ----------------------- |
| País amfitrió              | –                                     | –                             | 1      | França                  |
| Campionat Mundial          | 16 – 28 de juliol de 2023             | Fukuoka · ( Japó)             | 2      | Espanya · Països Baixos |
| Oceanía                    | 11 – 12 de agost de 2023              | Auckland · ( Nova Zelanda)    | 1      | Austràlia               |
| Jocs Asiátics              | 2 – 7 de octubre de 2023              | Hangzhou · ( R.P. de la Xina) | 1      | Japó                    |
| Jocs Panamericans          | 30 de octubre – 4 de novembre de 2023 | Santiago · ( Xile)            | 1      | Estats Units            |
| Campionat Europeu          | 5 – 13 de gener de 2024               | Eindhoven ( Països Baixos)    | 1      | Grècia                  |
| Campionat Mundial          | 4 – 16 de febrer de 2024              | Doha · ( Qatar)               | 2      | Hongria · Itàlia        |
| Campionat Mundial – África | 4 – 16 de febrer de 2024              | Doha · ( Qatar)               | 1      | Sud-àfrica              |
| TOTAL                      |                                       |                               | 10     | 10                      |

## Medallistes
| Selecció        | Or | Plata | Bronze |
| Torneig masculí | Sèrbia · Radoslav Filipović · Dušan Mandić · Strahinja Rašović · Sava Ranđelović · Miloš Ćuk · Nikola Dedović · Radomir Drašović · Nikola Jakšić · Nemanja Ubović · Nemanja Vico · Petar Jakšić · Viktor Rašović · Vladimir Mišović | Croàcia · Marko Bijač · Rino Burić · Loren Fatović · Luka Lončar · Maro Joković · Luka Bukić · Ante Vukičević · Marko Žuvela · Jerko Marinić Kragić · Josip Vrlić · Matias Biljaka · Konstantin Kharkov · Toni Popadić              | Estats Units · Alex Bowen · Luca Cupido · Hannes Daube · Chase Dodd · Ryder Dodd · Ben Hallock · Drew Holland · Johnny Hooper · Max Irving · Alex Obert · Marko Vavic · Adrian Weinberg · Dylan Woodhead                                           |
| Torneig femení  | Espanya · Paula Camus · Paula Crespí · Anni Espar · Laura Ester · Judith Forca · Maica García Godoy · Paula Leitón · Beatriz Ortiz · Pili Peña · Nona Pérez · Isabel Piralkova · Elena Ruiz · Martina Terré                         | Austràlia · Abby Andrews · Charlize Andrews · Zoe Arancini · Elle Armit · Keesja Gofers · Sienna Green · Bronte Halligan · Sienna Hearn · Danijela Jackovich · Matilda Kearns · Genevieve Longman · Gabriella Palm · Alice Williams | Països Baixos · Laura Aarts · Sarah Buis · Kitty-Lynn Joustra · Maartje Keuning · Lola Moolhuijzen · Bente Rogge · Lieke Rogge · Vivian Sevenich · Brigitte Sleeking · Nina ten Broek · Simone van de Kraats · Sabrina van der Sloot · Iris Wolves |

## Torneig masculí

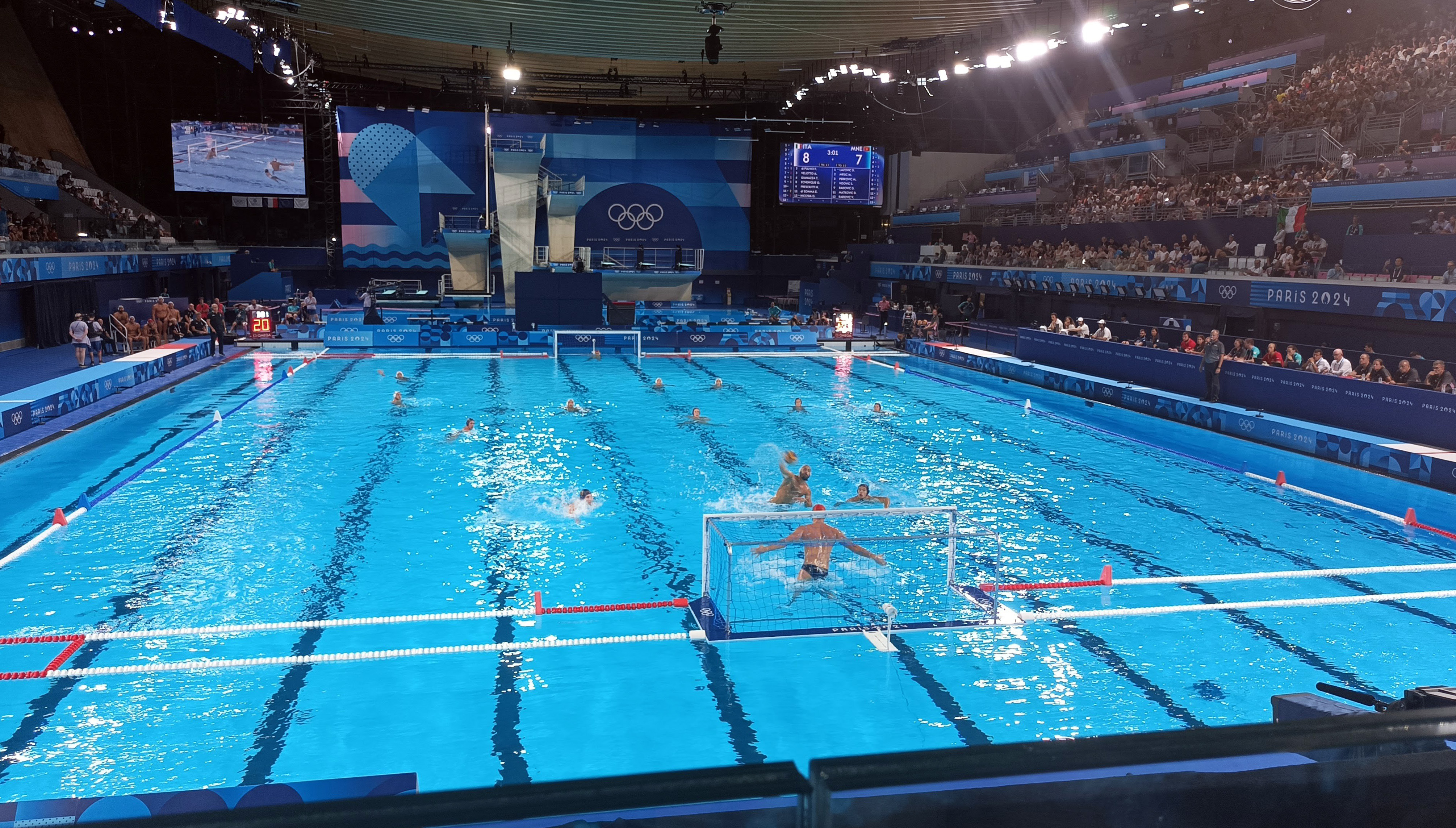
Itàlia llança un penal contra Montenegro, en partit de la lligueta preliminar.

### Ronda preliminar
Grup A
|    | Equip        | Pts | J | G | E | P | GF | GC | Dif. |
| -- | ------------ | --- | - | - | - | - | -- | -- | ---- |
| 1. | Grècia       | 11  | 5 | 3 | 1 | 0 | 61 | 52 | +9   |
| 2. | Itàlia       | 11  | 5 | 3 | 1 | 0 | 60 | 43 | +17  |
| 3. | Estats Units | 9   | 5 | 3 | 0 | 0 | 59 | 51 | +8   |
| 4. | Croàcia      | 9   | 5 | 3 | 0 | 0 | 58 | 57 | +1   |
| 5. | Montenegro   | 5   | 5 | 1 | 0 | 2 | 46 | 50 | –5   |
| 6. | Romania      | 0   | 5 | 0 | 0 | 5 | 37 | 67 | –30  |

Grup B
|    | Equip     | Pts | J | G | E | P | GF | GC | Dif. |
| -- | --------- | --- | - | - | - | - | -- | -- | ---- |
| 1. | Espanya   | 15  | 5 | 5 | 0 | 0 | 67 | 39 | +28  |
| 2. | Austràlia | 9   | 5 | 3 | 0 | 2 | 44 | 42 | +2   |
| 3. | Hongria   | 9   | 5 | 3 | 0 | 2 | 62 | 54 | +8   |
| 4. | Sèrbia    | 6   | 5 | 2 | 0 | 0 | 58 | 63 | -5   |
| 5. | França    | 3   | 5 | 1 | 0 | 0 | 50 | 60 | –10  |
| 6. | Japó      | 3   | 5 | 1 | 0 | 0 | 60 | 83 | –23  |

### Fase eliminatòria

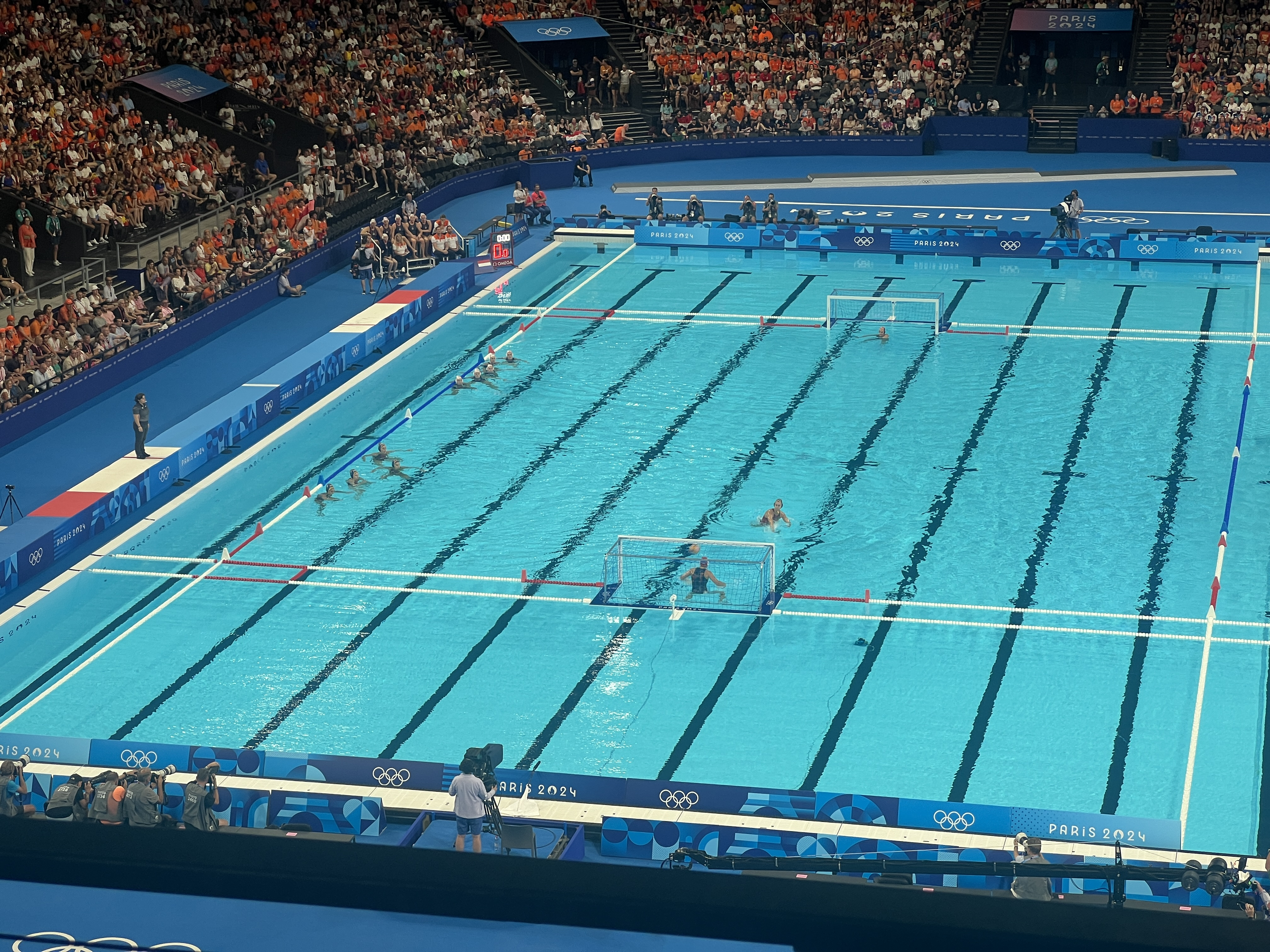
Tanda de penals del Països Baixos - Espanya, encreuament de semifinals

|  | Quarts de final | Quarts de final |         |         | Semifinals   | Semifinals  |  |  | Final | Final |
|  |                 |                 |         |         |              |             |  |  |       |       |
|  |                 |                 |         |         |              |             |  |  |       |       |
|  |                 |                 |         |         |              |             |  |  |       |       |
|  | Grècia          | 11              |         |         |              |             |  |  |       |       |
|  | Grècia          | 11              |         |         |              |             |  |  |       |       |
|  | Sèrbia          | 12              |         |         |              |             |  |  |       |       |
|  | Sèrbia          | 12              | Sèrbia  | 10      |              |             |  |  |       |       |
|  |                 |                 | Sèrbia  | 10      |              |             |  |  |       |       |
|  |                 | Estats Units    | 6       |         |              |             |  |  |       |       |
|  | Estats Units    | Estats Units    | 6       | 7(4)    |              |             |  |  |       |       |
|  | Estats Units    |                 |         | 7(4)    |              |             |  |  |       |       |
|  | Austràlia       | 7(3)            |         |         |              |             |  |  |       |       |
|  | Austràlia       | 7(3)            | Sèrbia  | 13      |              |             |  |  |       |       |
|  |                 |                 | Sèrbia  | 13      |              |             |  |  |       |       |
|  |                 | Croàcia         | 11      |         |              |             |  |  |       |       |
|  | Itàlia          | Croàcia         | 11      | 9(1)    |              |             |  |  |       |       |
|  | Itàlia          |                 |         | 9(1)    |              |             |  |  |       |       |
|  | Hongria         | 9(3)            |         |         |              |             |  |  |       |       |
|  | Hongria         | 9(3)            | Hongria | 8       | Tercer lloc  | Tercer lloc |  |  |       |       |
|  |                 |                 | Hongria | 8       | Tercer lloc  | Tercer lloc |  |  |       |       |
|  |                 | Croàcia         | 9       |         |              |             |  |  |       |       |
|  | Croàcia         | Croàcia         | 9       | 10      | Estats Units | 8 (3)       |  |  |       |       |
|  | Croàcia         |                 |         | 10      | Estats Units | 8 (3)       |  |  |       |       |
|  | Espanya         | 8               |         | Hongria | 8 (0)        |             |  |  |       |       |
|  | Espanya         | 8               |         |         | 8 (0)        |             |  |  |       |       |
|  |                 |                 |         |         |              |             |  |  |       |       |
|  |                 |                 |         |         |              |             |  |  |       |       |

## Torneig femení

### Ronda preliminar
Grup A
|    | Equip           | Pts | J | G | E | P | GF | GC | Dif. |
| -- | --------------- | --- | - | - | - | - | -- | -- | ---- |
| 1. | Austràlia       | 10  | 4 | 2 | 2 | 0 | 33 | 28 | +5   |
| 2. | Països Baixos   | 10  | 4 | 3 | 0 | 0 | 52 | 37 | +15  |
| 3. | Hongria         | 7   | 4 | 2 | 0 | 1 | 37 | 49 | +9   |
| 4. | Canadà          | 3   | 4 | 1 | 0 | 0 | 37 | 49 | -12  |
| 5. | R.P. de la Xina | 0   | 4 | 0 | 0 | 0 | 34 | 51 | –17  |

Grup B
|    | Equip        | Pts | J | G | E | P | GF | GC | Dif. |
| -- | ------------ | --- | - | - | - | - | -- | -- | ---- |
| 1. | Espanya      | 12  | 4 | 4 | 0 | 0 | 51 | 36 | +15  |
| 2. | Estats Units | 9   | 4 | 3 | 0 | 1 | 53 | 27 | +26  |
| 3. | Itàlia       | 3   | 4 | 1 | 0 | 3 | 34 | 40 | -6   |
| 4. | Grècia       | 3   | 4 | 1 | 0 | 3 | 33 | 41 | -8   |
| 5. | França       | 3   | 4 | 1 | 0 | 3 | 24 | 51 | –27  |

### Fase eliminatòria
|  | Quarts de final | Quarts de final |               |               | Semifinals   | Semifinals  |  |  | Final | Final |
|  |                 |                 |               |               |              |             |  |  |       |       |
|  |                 |                 |               |               |              |             |  |  |       |       |
|  |                 |                 |               |               |              |             |  |  |       |       |
|  | Austràlia       | 9               |               |               |              |             |  |  |       |       |
|  | Austràlia       | 9               |               |               |              |             |  |  |       |       |
|  | Grècia          | 6               |               |               |              |             |  |  |       |       |
|  | Grècia          | 6               | Austràlia     | 8(6)          |              |             |  |  |       |       |
|  |                 |                 | Austràlia     | 8(6)          |              |             |  |  |       |       |
|  |                 | Estats Units    | 8(5)          |               |              |             |  |  |       |       |
|  | Hongria         | Estats Units    | 8(5)          | 4             |              |             |  |  |       |       |
|  | Hongria         |                 |               | 4             |              |             |  |  |       |       |
|  | Estats Units    | 5               |               |               |              |             |  |  |       |       |
|  | Estats Units    | 5               | Austràlia     | 9             |              |             |  |  |       |       |
|  |                 |                 | Austràlia     | 9             |              |             |  |  |       |       |
|  |                 | Espanya         | 11            |               |              |             |  |  |       |       |
|  | Països Baixos   | Espanya         | 11            | 11            |              |             |  |  |       |       |
|  | Països Baixos   |                 |               | 11            |              |             |  |  |       |       |
|  | Itàlia          | 8               |               |               |              |             |  |  |       |       |
|  | Itàlia          | 8               | Països Baixos | 14(4)         | Tercer lloc  | Tercer lloc |  |  |       |       |
|  |                 |                 | Països Baixos | 14(4)         | Tercer lloc  | Tercer lloc |  |  |       |       |
|  |                 | Espanya         | 14(5)         |               |              |             |  |  |       |       |
|  | Canadà          | Espanya         | 14(5)         | 8             | Estats Units | 10          |  |  |       |       |
|  | Canadà          |                 |               | 8             | Estats Units | 10          |  |  |       |       |
|  | Espanya         | 18              |               | Països Baixos | 11           |             |  |  |       |       |
|  | Espanya         | 18              |               |               | 11           |             |  |  |       |       |
|  |                 |                 |               |               |              |             |  |  |       |       |
|  |                 |                 |               |               |              |             |  |  |       |       |